# Jean Vernette
Jean Vernette, né à Port-Vendres (Pyrénées-Orientales) le 26 février 1929 et mort le 16 septembre 2002 à Montauban, est un prêtre du diocèse de Montauban, Vicaire Général de Montauban, directeur national et coordinateur européen du Catéchuménat. Pendant près de 30 ans il fut secrétaire national de l'épiscopat français pour l'étude des sectes et nouveaux mouvements religieux. Il est l'auteur de nombreux livres, articles et dossier.
Le pape Jean-Paul II lui confère le titre de Prélat d'honneur de Sa Sainteté le 22 août 1990.

## Publications
- Dictionnaire des groupes religieux aujourd'hui, avec Claire Moncelon, Presses universitaires de  France, 2001
- La réincarnation, coll. « Que sais-je ? », n° 3002, Presses universitaires de France, Paris 1995.
- L'athéisme, Paris, Presses universitaires de France, coll. « Que sais-je ? », n° 1291, 1998,  (ISBN 2-13-049301-7)
- Le New Age, Paris, Presses universitaires de France, coll. « Que sais-je ? », 1992
- Les sectes, Paris, Presses universitaires de France, coll. « Que sais-je ? », n° 2519, 1990
- Le Nouvel Âge. À l'aube de l'Ere du Verseau. Pierre Tequi, Paris, 1990.
- L'Église catholique et les sectes, éditions du Cerf
- Réincarnation résurrection. Communiquer avec l'au-delà, Les mystères de la vie après la vie, Mulhouse, éd. Salvator, 1988, 188p.
- Jésus dans la nouvelle religiosité, Desclée, collection « Jésus et Jésus-Christ » dirigée par J. Doré, n°29, Paris, 1987.
- Occultisme, envoûtement, magie, Salvator, Mulhouse, 1986.
- Les sectes et l'Église catholique. Le Document romain, Cerf, Paris, 1986.
- Les sectes, l'occulte et l'étrange (6 albums B.D.), éditions du Bosquet, Salon-de-Provence, 1985.
- Guide de l'animateur chrétien, Droguet et Ardant, Limoges, 1983, en collaboration avec A. Marchadour.
- Au pays du nouveau sacré. Voyage à l'intérieur de la jeune génération, Centurion, Paris, 1981.
- Guide des religions (collaboration), éditions du Dauphin, Paris, 1981.
- Des chercheurs de Dieu hors-frontières, Desclée de Brouwer, Paris 1979.
- Croire en dialogue. Chrétiens devant les religions, les Églises, les sectes, Droguet et Ardant, Limoges, 1979, en collaboration avec René Girault.
- Sectes et réveil religieux. Quand l'occident s'éveille, Salvator, Mulhouse, 1976.
- Seront-ils chrétiens ? Perspectives catéchuménales, Chalet, Lyon, 1975, en collaboration avec Henri Bourgeois.
- Pour les adolescents d'aujourd'hui : des Temps-forts, Sénevé, Paris, 1970.
- La méthode catéchétique de Théodore de Mopsueste, Rome, Université grégorienne, 1954

### Sources
- Jacky Argaud, « Jean Vernette, Les Sectes, (Que Sais-je ? 2519), Paris : PUF, 1990 », Études théologiques et religieuses, vol. 66, no 2,‎ 1991, p. 271 (lire en ligne)